# L'Ange de l'épaule droite
Pour plus de détails, voir Fiche technique et Distribution.
L'Ange de l'épaule droite (Fararishtay kifti rost) est un film franco-suisso-italino-tadjik réalisé par Jamshed Usmonov, sorti en 2002.

## Synopsis
Dans un village, une vieille femme, Halima, fait croire à son fils Hamro, parti il y a longtemps, qu'elle est mourante pour qu'il revienne. Il lui avait promis, dix ans auparavant, de faire faire une nouvelle porte ouvragée, mais elle est restée inachevée après son départ. 

## Fiche technique
- Titre : L'Ange de l'épaule droite
- Titre original : Fararishtay kifti rost
- Réalisateur : Jamshed Usmonov
- Scénario : Jamshed Usmonov
- Musique : Michael Galasso
- Photographie : Pascal Lagriffoul
- Montage : Jacques Comets
- Production : Marco Mueller
- Société de production : Artcam International, Asht Village, Fabrica, Rai Cinema, Televisione Svizzera Italiana et Ventura Film
- Société de distribution : Haut et Court (France)
- Pays :  Tadjikistan,  Suisse,  France et  Italie
- Genre : comédie dramatique et fantastique
- Durée : 89 minutes
- Dates de sortie : 
  -  France : 24 mai 2002 (Festival de Cannes), 26 février 2003

## Distribution
- Uktamoi Miyasarova : Halima
- Maruf Pulodzoda : Hamro
- Kova Tilavpur : Yatim
- Mardonkul Kulbobo : le maire
- Malohat Maqsumova : Savri

## Distinctions
- Sélection Festival de Cannes 2002 - Un Certain Regard
- Prix FIPRESCI au Festival du film de Londres en 2002[1].
- Prix "Nika" pour meilleur film étranger 2002 (récompense cinématographique russe)
- Prix Spécial du Jury Angers 2003
- Prix Spécial du Jury Tokyo Filmex 2003
- Prix du meilleur réalisateur Singapour 2003
- Prix Aurora, Prix Don Quichotte Tromsø,  2003
- Prix du jury œcuménique, Prix du meilleur interprétation Bratislava, 2003
- Prix du meilleur film, prix du meilleur scénario et prix de la critique de cinéma russe de "Kinoshok" à Anapa, 2003